# Chessel
Chessel är en ort och kommun  i distriktet Aigle i kantonen Vaud, Schweiz. Kommunen ligger i Rhônedalen och har 521 invånare (2023).